# Valle del Lidder
La valle del Lidder, o valle del Liddar, è una subvalle himalayana che forma l'angolo sud-orientale del distretto di Anantnag nel Kashmir indiano. L'ingresso della valle si trova 7 km a nord-est dalla città di Anantnag e 62 km a sud-est da Srinagar, la capitale estiva dello Jammu e Kashmir. È una gola lunga 40 km con una larghezza media di 3 km in cui scorre il fiume Lidder.

## Ambiente e territorio

### Geografia
La valle è situata nella giurisdizione del tehsil di Pahalgam e confina con la valle del Kashmir a ovest e con la valle del Sind a nord. Copre una lunghezza di 40 km e ha una larghezza massima di 5 km. Il bacino idrografico del Lidder, che scorre nel fondo valle, è circondato a sud e sud-est dai monti Pir Panjal, a nord dalla valle del Sind e a nord-est dalla catena dello Zanskar, con una superficie di 1.134 km². La valle del Lidder fornisce acqua dolce a molti distretti e irrigazione per l'agricoltura. Il fiume Lidder scorre attraverso l'intera valle, attraversando diversi punti di riferimento naturali e luoghi turistici, tra cui Aru, Pahalgam, la valle di Betab e Akad. Le città principali nella valle sono Mandlan, Laripora, Phraslun, Ashmuqam e Seer Hamdan.

### Geologia
La valle del Lidder si è formata nel corso di milioni di anni, quando il fiume Lidder tagliava le montagne dell'Himalaya. Oggi il fiume continua a depositare strati di sabbia nelle zone più basse di Anantnag.

### Flora e fauna
La valle del Lidder è ricca di corsi d'acqua alimentati dai ghiacciai e gli affluenti del fiume Lidder ospitano diversi tipi di trote. La valle è l'habitat naturale dell'orso nero himalayano. Nei pressi di Aru e nelle zone vicine al Parco nazionale di Dachigam sono stati avvistati anche l'orso bruno himalayano, il mosco dell'Himalaya e il leopardo delle nevi.